# 서독 대 프랑스 (1982년 FIFA 월드컵)
서독 대 프랑스는 1982년 7월 8일, 스페인 세비야의 라몬 산체스 피스후안에서 열린 FIFA 월드컵 준결승전 경기이다. 이 경기는 서독이 승부차기 끝에 5-4로 승리하였으며, 결승전에서 이탈리아를 상대하였다. 치열하게 밀고 당기는 싸움에서, 연장전에 무려 4골이 터졌고, 승부차기 또한 드라마틱하였었는데, 이 경기는 1982년 대회에서의 최고 명승부로 꼽힐 뿐만 아니라, 월드컵 역사상 손꼽히는 최고의 명승부 중 하나로도 평가된다. 미셸 플라티니가 회고하는 바에 따르면 "가장 아름다운 경기"였고, 결과는 월드컵 본선 역사상 최초로 승부차기가 시행된 경기로, 서독이 이긴 경기였다. 프랑스 선수 파트리크 바티스통은 서독 골키퍼 하랄트 슈마허와 논란의 충돌이 일어나면서 경기의 긴장감이 고조되었다. 이 충돌로 파트리크 바티스통은 의식을 잃었고, 치아 두 개가 부러지고, 세 개의 갈비뼈에 금이 갔으며, 척추가 손상되었다. 이에 대한 파울은 주어지지 않았다.

## 경기 요약
주장이자 유럽 올해의 축구 선수로 선정되었던 칼-하인츠 루메니게는 햄스트링 부상으로 벤치를 지키게 되었고, 서독은 이에도 불구하고 17분에 이 경기의 선제골을 득점하였다. 클라우스 피셔가 장-뤼크 에토리 프랑스 골키퍼의 11미터 앞까지 돌격하여 슛을 날렸고, 이 슛은 피에르 리트바르스키로 리바운드되었고, 그는 16미터 떨어진 곳에서 한 번의 터치로 득점하였다.
경기 27분, 베른트 푀르슈터는 도미니크 로슈토를 넘어뜨려 페널티킥을 헌납하였고, 이를 플라티니가 성공시켰다.
후반 15분 파트리크 바티스통이 하랄트 슈마허와 충돌로 경기장 밖으로 실려나갔다.
마뉘엘 아모로스가 인저리 타임에 크로스바를 강타하는 것을 포함하여, 양 팀은 좋은 득점 기회를 잡았으나, 정규 시간 종료 직전에 스코어는 1-1이었다. 두 팀의 대결은 두 차례의 15분짜리 연장전으로 이어졌다. 연장 전반 2분, 마리위스 트레소르는 10미터 지점에서 굴절된 프리킥을 페널티 박스 바로 바깥에서 발리슛을 날려 프랑스에 2-1 리드를 안겨주었다. 루메니게는 얼마 지나지 않아 한스-페터 브리겔을 대신하여 경기장에 입장하였으나, 프랑스는 98분에 알랭 지레스가 16미터에서 첫 접촉만으로 슛을 날려 슈마허의 오른쪽 포스트를 넘기면서 득점이 되었고, 3-1로 리드를 늘렸다.
4분 후, 서독은 역습을 가하였고, 루메니게는 박스 바깥에서 5.5미터 발리슛을 날리며 2-3으로 점수 차이를 반으로 줄였다. 연장 후반 시작 3분 후, 피셔는 5.5미터 거리에서 바이시클 킥으로 또다시 득점하면서, 스코어는 3-3으로 다시 동점이 되었으며, 점수는 연장전이 끝날 때까지 변하지 않았다.
승부차기는 프랑스의 지레스가 첫번째 키커로 나서면서 시작되었고, 이어서 서독의 만프레트 칼츠가 시도하면서 1-1이 되었다. 프랑스의 아모로스와 서독의 파울 브라이트너도 킥을 성공시켰으나, 3번째 키커로 나선 프랑스의 로셰토는 성공시킨 반면, 서독의 울리 슈틸리케는 실축하면서, 프랑스가 3-2로 앞서나갔다. 이후, 프랑스의 4번째 키커인 디디에 시스의 킥이 슈마허에 막혔고, 리트바르스키는 서독의 킥을 성공시켰다. 플라티니와 루메니게 모두 5번째 키커로 나서 성공하였고, 승부차기는 서든데스로 넘어갔다. 프랑스의 6번째 키커인 막심 보시의 슛은 막혔고, 서독의 호르스트 흐루베슈가 성공하면서 승부가 났다.

## 경기 상세 정보
| 서독                                                              | 3 - 3 (연장전) | 프랑스                                              |
| ----------------------------------------------------------------- | -------------- | --------------------------------------------------- |
| 리트바르스키 17′ · 루메니게 102′ · 피셔 108′                      | 리포트         | 플라티니 27′ (페널티골) · 트레소르 92′ · 지레스 98′ |
| 승부차기                                                          |                |                                                     |
| 칼츠 · 브라이트너 · 슈틸리케 · 리트바르스키 · 루메니게 · 흐루베슈 | 5 - 4          | 지레스 · 아모로스 · 로슈토 · 시스 · 플라티니 · 보시 |

| 서독 | 프랑스 |

| GK          | 1  | 하랄트 슈마허        |     |
| SW          | 15 | 울리 슈틸리케        |     |
| RB          | 20 | 만프레트 칼츠 (주장) |     |
| CB          | 4  | 카를하인츠 푀르슈터  |     |
| LB          | 5  | 베른트 푀르슈터      | 46′ |
| RM          | 6  | 볼프강 드렘러        |     |
| CM          | 3  | 파울 브라이트너      |     |
| LM          | 2  | 한스-페터 브리겔     | 97′ |
| RW          | 14 | 펠릭스 마가트        | 73′ |
| LW          | 7  | 피에르 리트바스키    |     |
| CF          | 8  | 클라우스 피셔        |     |
| 교체 선수:  |    |                      |     |
| FW          | 9  | 호르스트 흐루베슈    | 73′ |
| MF          | 10 | 한지 뮐러            |     |
| MF          | 11 | 카를-하인츠 루메니게 | 97′ |
| DF          | 12 | 빌프리트 하네스      |     |
| GK          | 21 | 베른트 프랑케        |     |
| 감독:       |    |                      |     |
| 유프 데어발 |    |                      |     |

| GK          | 22 | 장-뤼크 에토리       |     |     |     |
| RB          | 2  | 마뉘엘 아모로스      |     |     |     |
| CB          | 5  | 제라르 장비옹        |     |     |     |
| CB          | 8  | 마리위스 트레소르    |     |     |     |
| LB          | 4  | 막심 보시            |     |     |     |
| CM          | 14 | 장 티가나            |     |     |     |
| CM          | 12 | 알랭 지레스          | 35′ |     |     |
| AM          | 10 | 미셸 플라티니 (주장) |     |     |     |
| AM          | 9  | 베르나르 장기니      | 40′ | 50′ |     |
| CF          | 18 | 도미니크 로슈토      |     |     |     |
| CF          | 19 | 디디에 시스          |     |     |     |
| 교체 선수:  |    |                      |     |     |     |
| DF          | 3  | 파트리크 바티스통    |     | 50′ | 60′ |
| DF          | 6  | 크리스티앙 로페      |     |     | 60′ |
| FW          | 17 | 브뤼노 베욘          |     |     |     |
| FW          | 20 | 제라르 솔레르        |     |     |     |
| GK          | 21 | 장 카스타네다        |     |     |     |
| 감독:       |    |                      |     |     |     |
| 미셸 이달고 |    |                      |     |     |     |

| 부심: 브루노 갈러 (스위스) 밥 밸런타인 (스코틀랜드) |

## 같이 보기
- 독일의 FIFA 월드컵 성적